# Guy Pepper
Pour les articles homonymes, voir Pepper.
Pas d'image ? Cliquez ici

a Compétitions nationales et continentales officielles uniquement.

b Matchs officiels uniquement.
Dernière mise à jour le 9 juillet 2025.
Guy Pepper, né le 21 avril 2003 à Harrogate (Angleterre), est un joueur international anglais de rugby à XV jouant au poste de troisième ligne aile à Bath Rugby depuis 2024.
Il commence sa carrière en 2022 avec les Newcastle Falcons où il joue durant deux ans, puis rejoint Bath Rugby en 2024.

## Biographie

### Jeunesse et formation
Guy Pepper naît à Harrogate en Angleterre. Son père Martin est un ancien joueur des Harlequins, tandis que son frère Max a été international avec l'équipe de Grande-Bretagne de rugby à sept. Guy Pepper fréquente la Barnard Castle School (en) où il commence à jouer au rugby à XV. Plus tard, il est obligé d'arrêter temporairement la pratique de ce sport à cause de l'arthrite. Vers l'âge de 14 ans, il est recruté par les Newcastle Falcons et rejoint leur centre de formation quelque temps après. Au mois de mai 2021, il signe son premier contrat professionnel avec son club formateur.
En parallèle, il joue avec l'équipe d'Angleterre des moins de 18 ans.

### Carrière professionnelle
Guy Pepper fait ses débuts professionnels en début de saison 2022-2023. Il joue sept matchs toutes compétitions confondues et marque sept essais durant la première partie de saison avant de se blesser au pied, ce qui met fin à saison,. À l'issue de celle-ci, il prolonge son contrat avec son club formateur. Il a été sélectionné avec les moins de 20 ans anglais pour le Tournoi des Six Nations des moins de 20 ans 2023, mais n'a pas pu y participer à cause de sa blessure.
Il réalise ensuite une excellente saison 2023-2024, réussissant notamment trente-cinq plaquages en un seul match lors d'une défaite 37 à 19 contre les Saracens. Il s'agit du record de Premiership depuis que cette statistique existe (2008). Il devance alors Jacques Burger, Tom Dunn et Blair Cowan, qui en avaient réalisé trente-quatre en une rencontre,. Au mois de février 2024, il est récompensé de ses bonnes performances en étant appelé en équipe d'Angleterre A pour participer à un match amical face au Portugal. Il est titularisé et les Anglais l'emportent très largement sur le score de 91 à 5,. Un mois plus tard, li est sélectionné pour la première fois de sa carrière avec le XV de la Rose par Steve Borthwick pour le dernier match du Tournoi des Six Nations 2024, en remplacement de Chandler Cunningham-South, blessé. Il n'obtient toutefois pas sa première cape à cette occasion. Ensuite, après dix-neuf matchs pour deux essais marqués, il est nommé pour être la révélation de l'année en Angleterre aux côtés de Fin Baxter, Chandler Cunningham-South et Immanuel Feyi-Waboso. Cette distinction est finalement attribuée à l'ailier des Exeter Chiefs, Feyi-Waboso.
Avant la reprise de la saison 2024-2025, il est transféré à Bath Rugby, où il signe un contrat de trois ans. Durant sa première saison avec son nouveau club, il remporte la Coupe d'Angleterre battant les Exeter Chiefs sur le score de 48 à 14.

## Palmarès
- Bath Rugby
  - Vainqueur de la Coupe d'Angleterre en 2025.
  - Vainqueur de la Challenge Cup en 2025.
  - Vainqueur du Championnat d'Angleterre en 2025.